# CoviVac
Il CoviVac è un vaccino realizzato mediante virus inattivato con somministrazione per iniezione intramuscolare contro il virus SARS-CoV-2, responsabile della COVID-19, sviluppato da Chumakov Center e dall'Accademia delle scienze russa.
È stato approvato per l'uso emergenziale in Russia nel febbraio 2021, diventando il terzo vaccino contro il COVID-19 ad ottenere tale status in Russia.
La somministrazione di CoviVac viene effettuata mediante due dosi, a distanza di 14 giorni l'una dall'altra. Viene trasportato e conservato a temperatura del frigorifero, da 2 a 8 gradi.
Il 20 febbraio 2021 il presidente Vladimir Putin ha annunciato che il vaccino era stato approvato.